# WTCC 2017
La stagione 2017 del campionato del mondo turismo è stata la quattordicesima edizione del campionato gestito dalla FIA, la dodicesima dal suo ritorno nel 2005. È iniziata il 9 aprile in Marocco, ed è terminata il 1º dicembre in Qatar. Il campionato, riservato a vetture con motore 1600 cm³ turbo comprende due titoli, uno per i piloti e uno per i costruttori, oltre ai due trofei WTCC, riservati a piloti e scuderie privati.

## Piloti e scuderie
| Scuderia                        | Vettura                 | #  | Pilota            | Classe | Weekend di gare |
| ------------------------------- | ----------------------- | -- | ----------------- | ------ | --------------- |
| Honda Racing Team JAS           | Honda Civic WTCC        | 2  | Gabriele Tarquini |        | 7               |
| Honda Racing Team JAS           | Honda Civic WTCC        | 5  | Norbert Michelisz |        | 1-10            |
| Honda Racing Team JAS           | Honda Civic WTCC        | 18 | Tiago Monteiro    |        | 1-6             |
| Honda Racing Team JAS           | Honda Civic WTCC        | 34 | Ryo Michigami     |        | 1-10            |
| Honda Racing Team JAS           | Honda Civic WTCC        | 86 | Esteban Guerrieri |        | 8-10            |
| Sébastien Loeb Racing           | Citroën C-Elysée WTCC   | 3  | Tom Chilton       | W      | 1-10            |
| Sébastien Loeb Racing           | Citroën C-Elysée WTCC   | 25 | Mehdi Bennani     | W      | 1-10            |
| Sébastien Loeb Racing           | Citroën C-Elysée WTCC   | 27 | John Filippi      | W      | 1-10            |
| Sébastien Loeb Racing           | Citroën C-Elysée WTCC   | 30 | Ma Qinghua        | W      | 9               |
| RC Motorsport                   | Lada Vesta WTCC         | 4  | Mak Ka Lok        | W      | 9               |
| RC Motorsport                   | Lada Vesta WTCC         | 22 | Manuel Fernandes  | W      | 5               |
| RC Motorsport                   | Lada Vesta WTCC         | 24 | Kevin Gleason     | W      | 2-10            |
| RC Motorsport                   | Lada Vesta WTCC         | 26 | Filipe de Souza   | W      | 7-8             |
| RC Motorsport                   | Lada Vesta WTCC         | 68 | Yann Ehrlacher    | W      | 1-10            |
| Zengő Motorsport                | Honda Civic WTCC        | 8  | Aurélien Panis    | W      | 1-5             |
| Zengő Motorsport                | Honda Civic WTCC        | 66 | Zsolt Szabó       | W      | 6-10            |
| Zengő Motorsport                | Honda Civic WTCC        | 99 | Dániel Nagy       | W      | 1-10            |
| ROAL Motorsport                 | Chevrolet RML Cruze TC1 | 9  | Tom Coronel       | W      | 1-10            |
| Campos Racing                   | Chevrolet RML Cruze TC1 | 11 | Kris Richard      | W      | 8, 10           |
| Campos Racing                   | Chevrolet RML Cruze TC1 | 44 | Wong Po Wah       | W      | 9               |
| Campos Racing                   | Chevrolet RML Cruze TC1 | 86 | Esteban Guerrieri | W      | 1-7             |
| Campos Racing                   | Chevrolet RML Cruze TC1 | 88 | Chan Kin Pong     | W      | 9               |
| ALL-INKL.COM Münnich Motorsport | Citroën C-Elysée WTCC   | 12 | Robert Huff       | W      | 1-10            |
| Polestar Cyan Racing            | Volvo S60 Polestar TC1  | 61 | Néstor Girolami   |        | 1-9             |
| Polestar Cyan Racing            | Volvo S60 Polestar TC1  | 62 | Thed Björk        |        | 1-10            |
| Polestar Cyan Racing            | Volvo S60 Polestar TC1  | 63 | Nicky Catsburg    |        | 1-10            |
| Polestar Cyan Racing            | Volvo S60 Polestar TC1  | 64 | Yvan Muller       |        | 10              |

| Icona | Classe      |
| ----- | ----------- |
| W     | Trofeo WTCC |

## Calendario
|    | Gara | Nome Gara           | Circuito                         | Data        |
| -- | ---- | ------------------- | -------------------------------- | ----------- |
| 1  | 1    | Gara del Marocco    | Circuito di Marrakech            | 9 aprile    |
| 1  | 2    | Gara del Marocco    | Circuito di Marrakech            | 9 aprile    |
| 2  | 3    | Gara d'Italia       | Autodromo nazionale di Monza     | 30 aprile   |
| 2  | 4    | Gara d'Italia       | Autodromo nazionale di Monza     | 30 aprile   |
| 3  | 5    | Gara d'Ungheria     | Hungaroring                      | 14 maggio   |
| 3  | 6    | Gara d'Ungheria     | Hungaroring                      | 14 maggio   |
| 4  | 7    | Gara di Germania    | Nürburgring                      | 27 maggio   |
| 4  | 8    | Gara di Germania    | Nürburgring                      | 27 maggio   |
| 5  | 9    | Gara del Portogallo | Vila Real Street Circuit         | 25 giugno   |
| 5  | 10   | Gara del Portogallo | Vila Real Street Circuit         | 25 giugno   |
| 6  | 11   | Gara d'Argentina    | Autodromo di Termas de Río Hondo | 16 luglio   |
| 6  | 12   | Gara d'Argentina    | Autodromo di Termas de Río Hondo | 16 luglio   |
| 7  | 13   | Gara di Cina        | Ningbo International Circuit     | 15 ottobre  |
| 7  | 14   | Gara di Cina        | Ningbo International Circuit     | 15 ottobre  |
| 8  | 15   | Gara del Giappone   | Circuito di Motegi               | 29 ottobre  |
| 8  | 16   | Gara del Giappone   | Circuito di Motegi               | 29 ottobre  |
| 9  | 17   | Gara di Macao       | Circuito da Guia                 | 19 novembre |
| 9  | 18   | Gara di Macao       | Circuito da Guia                 | 19 novembre |
| 10 | 19   | Gara del Qatar      | Losail International Circuit     | 1º dicembre |
| 10 | 20   | Gara del Qatar      | Losail International Circuit     | 1º dicembre |

## Risultati e classifiche

### Gare
| Gara | Nome gara           | Vincitore MAC3 | Pole position     | Giro veloce       | Pilota vincitore  | Scuderia vincitrice             | Costruttore vincitore | Vincitore privato |
| ---- | ------------------- | -------------- | ----------------- | ----------------- | ----------------- | ------------------------------- | --------------------- | ----------------- |
| 1    | Gara del Marocco    | Volvo          |                   | Dániel Nagy       | Esteban Guerrieri | Campos Racing                   | Chevrolet             | Esteban Guerrieri |
| 2    | Gara del Marocco    | Volvo          | Tiago Monteiro    | Esteban Guerrieri | Tiago Monteiro    | Honda Racing Team JAS           | Honda                 | Tom Chilton       |
| 3    | Gara d'Italia       | Volvo          |                   | Thed Björk        | Tom Chilton       | Sébastien Loeb Racing           | Citroën               | Tom Chilton       |
| 4    | Gara d'Italia       | Volvo          | Thed Björk        | Thed Björk        | Thed Björk        | Polestar Cyan Racing            | Volvo                 | Robert Huff       |
| 5    | Gara d'Ungheria     | Honda          |                   | Esteban Guerrieri | Tiago Monteiro    | Honda Racing Team JAS           | Honda                 | Tom Chilton       |
| 6    | Gara d'Ungheria     | Honda          | Robert Huff       | Robert Huff       | Mehdi Bennani     | Sébastien Loeb Racing           | Citroën               | Mehdi Bennani     |
| 7    | Gara di Germania    | Volvo          |                   | Tom Chilton       | Thed Björk        | Polestar Cyan Racing            | Volvo                 | Mehdi Bennani     |
| 8    | Gara di Germania    | Volvo          | Norbert Michelisz | Nicky Catsburg    | Nicky Catsburg    | Polestar Cyan Racing            | Volvo                 | Robert Huff       |
| 9    | Gara del Portogallo | Volvo          |                   | Norbert Michelisz | Mehdi Bennani     | Sébastien Loeb Racing           | Citroën               | Mehdi Bennani     |
| 10   | Gara del Portogallo | Volvo          | Norbert Michelisz | Robert Huff       | Norbert Michelisz | Honda Racing Team JAS           | Honda                 | Robert Huff       |
| 11   | Gara d'Argentina    | Volvo          |                   | Thed Björk        | Yann Ehrlacher    | RC Motorsport                   | Lada                  | Yann Ehrlacher    |
| 12   | Gara d'Argentina    | Volvo          | Nicky Catsburg    | Nicky Catsburg    | Norbert Michelisz | Honda Racing Team JAS           | Honda                 | Esteban Guerrieri |
| 13   | Gara di Cina        | Volvo          |                   | Esteban Guerrieri | Esteban Guerrieri | Campos Racing                   | Chevrolet             | Esteban Guerrieri |
| 14   | Gara di Cina        | Volvo          | Néstor Girolami   | Zsolt Szabó       | Néstor Girolami   | Polestar Cyan Racing            | Volvo                 | Tom Chilton       |
| 15   | Gara del Giappone   | Honda          |                   | Tom Chilton       | Tom Chilton       | Sébastien Loeb Racing           | Citroën               | Tom Chilton       |
| 16   | Gara del Giappone   | Honda          | Norbert Michelisz | Nicky Catsburg    | Norbert Michelisz | Honda Racing Team JAS           | Honda                 | Mehdi Bennani     |
| 17   | Gara di Macao       | Honda          |                   | Robert Huff       | Mehdi Bennani     | Sébastien Loeb Racing           | Citroën               | Mehdi Bennani     |
| 18   | Gara di Macao       | Honda          | Robert Huff       | Ma Qinghua        | Robert Huff       | ALL-INKL.COM Münnich Motorsport | Citroën               | Robert Huff       |
| 19   | Gara del Qatar      | Volvo          |                   | Mehdi Bennani     | Tom Chilton       | Sébastien Loeb Racing           | Citroën               | Tom Chilton       |
| 20   | Gara del Qatar      | Volvo          | Esteban Guerrieri | Esteban Guerrieri | Esteban Guerrieri | Honda Racing Team JAS           | Honda                 | Robert Huff       |

### Classifiche

#### Classifica piloti
| Pos. | Pilota            | MAR | MAR | ITA | ITA | UNG | UNG | GER | GER | POR | POR | ARG | ARG | CIN | CIN | GIA | GIA | MAC | MAC | QAT | QAT | Punti |
| ---- | ----------------- | --- | --- | --- | --- | --- | --- | --- | --- | --- | --- | --- | --- | --- | --- | --- | --- | --- | --- | --- | --- | ----- |
| 1    | Thed Björk        | 2   | 7   | 5   | 1   | NC  | 7   | 1   | 4   | 3   | 2   | 6   | 3   | NC  | 2   | 4   | 5   | 4   | 5   | 5   | 4   | 283,5 |
| 2    | Norbert Michelisz | 5   | 2   | NC  | 6   | NC  | 4   | 7   | 2   | 7   | 1   | 14  | 12  | SQ  | SQ  | 7   | 1   | 5   | 2   | 9   | 8   | 255   |
| 3    | Tom Chilton       | 7   | 5   | 1   | Rit | 2   | 3   | 4   | 5   | 4   | 6   | 4   | 7   | Rit | 3   | 1   | 10  | 8   | 3   | 1   | 5   | 248,5 |
| 4    | Esteban Guerrieri | 1   | 13  | 4   | 8   | 6   | 6   | 5   | 8   | Rit | 8   | 3   | 4   | 1   | 4   | 3   | 4   | 6   | 4   | 10  | 1   | 241   |
| 5    | Nicky Catsburg    | 4   | 4   | 8   | 4   | 5   | 2   | 6   | 1   | 5   | 4   | 15  | 16  | 3   | 5   | 9   | 2   | 9   | 13  | 8   | 3   | 238,5 |
| 6    | Mehdi Bennani     | 3   | 6   | NC  | 7   | 7   | 1   | 2   | 6   | 1   | 7   | 2   | 5   | NC  | 11  | 5   | 6   | 1   | 7   | 2   | Rit | 234   |
| 7    | Robert Huff       | Rit | 9   | 2   | 3   | 3   | 10  | 3   | 3   | 6   | 5   | 7   | 9   | Rit | 12† | 8   | 11  | 7   | 1   | 7   | 2   | 215   |
| 8    | Tiago Monteiro    | 6   | 1   | 3   | 2   | 1   | 5   | 15  | 13  | 2   | 3   | 5   | 2   |     |     |     |     |     |     |     |     | 200   |
| 9    | Néstor Girolami   | 9   | 3   | NC  | 5   | 4   | Rit | Rit | NP  | 8   | 9   | 16  | 6   | Rit | 1   | 11  | 3   | 13  | 9   |     |     | 112   |
| 10   | Yann Ehrlacher    | Rit | 12  | 11  | 9   | 8   | 8   | 9   | 9   | 9   | 11  | 1   | 8   | 2   | 8   | 2   | 7   | 12  | 14  | 13  | 12  | 90    |
| 11   | Tom Coronel       | 8   | 8   | 6   | 11  | 9   | 9   | 8   | 7   | NP  | NP  | 9   | 10  | 7†  | 9   | 13  | 13  | 2   | 6   | 11  | 11  | 69    |
| 12   | John Filippi      | NC  | 11  | 7   | 10  | 14† | 11  | 10  | 10  | 10  | 10  | 8   | 12  | 4   | 6   | 12  | 9   | 11  | 16  | 4   | 9   | 48    |
| 13   | Kevin Gleason     |     |     | 9   | 13  | 12  | 12  | 12  | 11  | Rit | 12  | 11  | 13  | 5   | 7   | 6   | 8   | 10  | 8   | 3   | 14  | 47,5  |
| 14   | Ryo Michigami     | Rit | 10  | Rit | Rit | 11  | 13  | 11  | Rit | Rit | 13  | 10  | 11  | SQ  | SQ  | 10  | Rit | 3   | 15  | 14  | 10  | 20    |
| 15   | Yvan Muller       |     |     |     |     |     |     |     |     |     |     |     |     |     |     |     |     |     |     | 6   | 7   | 16    |
| 16   | Kris Richard      |     |     |     |     |     |     |     |     |     |     |     |     |     |     | 14  | 12  |     |     | 12  | 6   | 10    |
| 17   | Filipe de Souza   |     |     |     |     |     |     |     |     |     |     |     |     | 6   | 10  | 16  | 15  |     |     |     |     | 8,5   |
| 18   | Aurélien Panis    | 10  | Rit | NP  | 12  | 10  | 14  | 13  | 12  | 11  | 16† |     |     |     |     |     |     |     |     |     |     | 2     |
| 19   | Dániel Nagy       | 11† | 14  | 10  | Rit | 13  | Rit | 14  | Rit | 13  | 14  | 12  | 14  | SQ  | SQ  | 15  | 14  | 15  | 11  | 15  | 13  | 1     |
| 20   | Zsolt Szabó       |     |     |     |     |     |     |     |     |     |     | 13  | 15  | SQ  | SQ  | 17  | 16  | 16  | 10  | 16  | 15  | 1     |
| 21   | Ma Qinghua        |     |     |     |     |     |     |     |     |     |     |     |     |     |     |     |     | 14  | 12  |     |     | 0     |
| 22   | Manuel Fernandes  |     |     |     |     |     |     |     |     | 12  | 15  |     |     |     |     |     |     |     |     |     |     | 0     |
| 23   | Mak Ka Lok        |     |     |     |     |     |     |     |     |     |     |     |     |     |     |     |     | 17  | 17  |     |     | 0     |
| 24   | Wong Po Wah       |     |     |     |     |     |     |     |     |     |     |     |     |     |     |     |     | 18  | NP  |     |     | 0     |
| —    | Chan Kin Pong     |     |     |     |     |     |     |     |     |     |     |     |     |     |     |     |     | NP  | NP  |     |     | 0     |
| —    | Gabriele Tarquini |     |     |     |     |     |     |     |     |     |     |     |     | SQ  | SQ  |     |     |     |     |     |     | 0     |
| Pos. | Pilota            | MAR | MAR | ITA | ITA | UNG | UNG | GER | GER | POR | POR | ARG | ARG | CIN | CIN | GIA | GIA | MAC | MAC | QAT | QAT | Punti |

| Colore  | Risultato             |
| ------- | --------------------- |
| Oro     | Vincitore             |
| Argento | 2º posto              |
| Bronzo  | 3º posto              |
| Verde   | Finito a punti        |
| Blu     | Finito senza punti    |
| Viola   | Ritirato (Rit)        |
| Viola   | Non classificato (NC) |
| Rosso   | Non qualificato (NQ)  |
| Nero    | Squalificato (SQ)     |
| Bianco  | Non partito (NP)      |
| Bianco  | Non ha gareggiato     |
| Bianco  | Infortunato (INF)     |
| Bianco  | Escluso (ES)          |
| Bianco  | Gara cancellata (C)   |

#### Classifica costruttori
| Pos. | Costruttore | MAR | MAR | MAR | ITA | ITA | ITA | UNG | UNG | UNG | GER | GER | GER | POR | POR | POR | ARG | ARG | ARG | CIN | CIN | CIN | GIA | GIA | GIA | MAC | MAC | MAC | QAT | QAT | QAT | Punti |
| ---- | ----------- | --- | --- | --- | --- | --- | --- | --- | --- | --- | --- | --- | --- | --- | --- | --- | --- | --- | --- | --- | --- | --- | --- | --- | --- | --- | --- | --- | --- | --- | --- | ----- |
| 1    | Volvo       | 1   | 1   | 3   | 1   | 2   | 1   | 2   | 2   | 1   | 1   | 1   | 1   | 1   | 2   | 2   | 1   | 2   | 3   | 1   | 1   | 1   | 2   | 2   | 2   | 2   | 2   | 3   | 1   | 1   | 2   | 908,5 |
| 1    | Volvo       | 1   | 2   | 4   | 1   | 3   | 3   | 2   | 3   | 4   | 1   | 2   | 3   | 1   | 3   | 4   | 1   | 4   | 4   | 1   | NC  | 2   | 2   | 4   | 3   | 2   | 4   | 4   | 1   | 2   | 3   | 908,5 |
| 2    | Honda       | 2   | 3   | 1   | 2   | 1   | 2   | 1   | 1   | 2   | 2   | 3   | 2   | 2   | 1   | 1   | 2   | 1   | 1   | SQ  | SQ  | SQ  | 1   | 1   | 1   | 1   | 1   | 1   | 2   | 3   | 1   | 880   |
| 2    | Honda       | 2   | 4   | 2   | 2   | 4   | 4   | 1   | 4   | 3   | 2   | 4   | 4   | 2   | 4   | 3   | 2   | 3   | 2   | SQ  | SQ  | SQ  | 1   | 3   | 4   | 1   | 3   | 2   | 2   | 4   | 4   | 880   |
| Pos. | Costruttore | MAR | MAR | MAR | ITA | ITA | ITA | UNG | UNG | UNG | GER | GER | GER | POR | POR | POR | ARG | ARG | ARG | CIN | CIN | CIN | GIA | GIA | GIA | MAC | MAC | MAC | QAT | QAT | QAT | Punti |

| Colore  | Risultato             |
| ------- | --------------------- |
| Oro     | Vincitore             |
| Argento | 2º posto              |
| Bronzo  | 3º posto              |
| Verde   | Finito a punti        |
| Blu     | Finito senza punti    |
| Viola   | Ritirato (Rit)        |
| Viola   | Non classificato (NC) |
| Rosso   | Non qualificato (NQ)  |
| Nero    | Squalificato (SQ)     |
| Bianco  | Non partito (NP)      |
| Bianco  | Non ha gareggiato     |
| Bianco  | Infortunato (INF)     |
| Bianco  | Escluso (ES)          |
| Bianco  | Gara cancellata (C)   |

#### Trofeo WTCC
| Pos. | Pilota            | MAR | MAR | ITA | ITA | UNG | UNG | GER | GER | POR | POR | ARG | ARG | CIN | CIN | GIA | GIA | MAC | MAC | QAT | QAT | Punti |
| ---- | ----------------- | --- | --- | --- | --- | --- | --- | --- | --- | --- | --- | --- | --- | --- | --- | --- | --- | --- | --- | --- | --- | ----- |
| 1    | Tom Chilton       | 3   | 1   | 1   | Rit | 1   | 2   | 3   | 2   | 2   | 2   | 4   | 3   | Rit | 1   | 1   | 5   | 4   | 2   | 1   | 2   | 138   |
| 2    | Robert Huff       | Rit | 4   | 2   | 1   | 2   | 6   | 2   | 1   | 3   | 1   | 5   | 5   | Rit | 9   | 5   | 6   | 3   | 1   | 5   | 1   | 129   |
| 3    | Mehdi Bennani     | 2   | 2   | NC  | 2   | 4   | 1   | 1   | 3   | 1   | 3   | 2   | 2   | NC  | 8   | 3   | 1   | 1   | 4   | 2   | Rit | 128,5 |
| 4    | Esteban Guerrieri | 1   | 7   | 3   | 3   | 3   | 3   | 4   | 5   | Rit | 4   | 3   | 1   | 1   | 2   |     |     |     |     |     |     | 85    |
| 5    | Yann Ehrlacher    | Rit | 6   | 8   | 4   | 5   | 4   | 6   | 6   | 4   | 6   | 1   | 4   | 2   | 5   | 2   | 2   | 7   | 9   | 8   | 6   | 80    |
| 6    | Tom Coronel       | 4   | 3   | 4   | 6   | 6   | 5   | 5   | 4   | NP  | NP  | 7   | 6   | 6   | 6   | 7   | 8   | 2   | 3   | 6   | 5   | 68,5  |
| 7    | John Filippi      | NC  | 5   | 5   | 5   | 10  | 7   | 7   | 7   | 5   | 5   | 6   | 7   | 3   | 3   | 6   | 4   | 6   | 10  | 4   | 4   | 61    |
| 8    | Kevin Gleason     |     |     | 6   | 8   | 8   | 8   | 8   | 8   | Rit | 7   | 8   | 8   | 4   | 4   | 4   | 3   | 5   | 5   | 3   | 8   | 45,5  |
| 9    | Dániel Nagy       | 6†  | 8   | 7   | Rit | 9   | Rit | 10  | Rit | 8   | 8   | 9   | 9   | SQ  | SQ  | 9   | 9   | 10  | 7   | 9   | 7   | 13    |
| 10   | Kris Richard      |     |     |     |     |     |     |     |     |     |     |     |     |     |     | 8   | 7   |     |     | 7   | 3   | 11    |
| 11   | Aurélien Panis    | 5   | Rit | NP  | 7   | 7   | 9   | 9   | 9   | 6   | 10† |     |     |     |     |     |     |     |     |     |     | 11    |
| 12   | Filipe de Souza   |     |     |     |     |     |     |     |     |     |     |     |     | 5   | 7   | 10  | 10  |     |     |     |     | 5     |
| 13   | Zsolt Szabó       |     |     |     |     |     |     |     |     |     |     | 10  | 10  | SQ  | SQ  | 11  | 11  | 10  | 6   | 10  | 9   | 3     |
| 14   | Ma Qinghua        |     |     |     |     |     |     |     |     |     |     |     |     |     |     |     |     | 8   | 8   |     |     | 3     |
| 15   | Manuel Fernandes  |     |     |     |     |     |     |     |     | 7   | 9   |     |     |     |     |     |     |     |     |     |     | 2     |
| 16   | Mak Ka Lok        |     |     |     |     |     |     |     |     |     |     |     |     |     |     |     |     | 11  | 12  |     |     | 0     |
| 17   | Wong Po Wah       |     |     |     |     |     |     |     |     |     |     |     |     |     |     |     |     | 12  | NP  |     |     | 0     |
| -    | Chan Kin Pong     |     |     |     |     |     |     |     |     |     |     |     |     |     |     |     |     | NP  | NP  |     |     | 0     |
| Pos. | Pilota            | MAR | MAR | ITA | ITA | UNG | UNG | GER | GER | POR | POR | ARG | ARG | CIN | CIN | GIA | GIA | MAC | MAC | QAT | QAT | Punti |

| Colore  | Risultato             |
| ------- | --------------------- |
| Oro     | Vincitore             |
| Argento | 2º posto              |
| Bronzo  | 3º posto              |
| Verde   | Finito a punti        |
| Blu     | Finito senza punti    |
| Viola   | Ritirato (Rit)        |
| Viola   | Non classificato (NC) |
| Rosso   | Non qualificato (NQ)  |
| Nero    | Squalificato (SQ)     |
| Bianco  | Non partito (NP)      |
| Bianco  | Non ha gareggiato     |
| Bianco  | Infortunato (INF)     |
| Bianco  | Escluso (ES)          |
| Bianco  | Gara cancellata (C)   |

#### Trofeo WTCC scuderie
| Pos. | Scuderia                        | MAR | MAR | ITA | ITA | UNG | UNG | GER | GER | POR | POR | ARG | ARG | CIN | CIN | GIA | GIA | MAC | MAC | QAT | QAT | Punti |
| ---- | ------------------------------- | --- | --- | --- | --- | --- | --- | --- | --- | --- | --- | --- | --- | --- | --- | --- | --- | --- | --- | --- | --- | ----- |
| 1    | Sébastien Loeb Racing           | 2   | 1   | 1   | 2   | 1   | 1   | 1   | 2   | 1   | 2   | 2   | 2   | 3   | 1   | 1   | 1   | 1   | 2   | 1   | 2   | 175   |
| 2    | ALL-INKL.COM Münnich Motorsport | Rit | 3   | 2   | 1   | 2   | 5   | 2   | 1   | 2   | 1   | 4   | 4   | Rit | 5   | 3   | 3   | 3   | 1   | 3   | 1   | 128   |
| 3    | Campos Racing                   | 1   | 5   | 3   | 3   | 3   | 2   | 3   | 4   | Rit | 3   | 3   | 1   | 1   | 2   | 5   | 4   | 6   | NP  | 5   | 3   | 109   |
| 4    | RC Motorsport                   | Rit | 4   | 5   | 4   | 4   | 3   | 5   | 5   | 3   | 4   | 1   | 3   | 2   | 3   | 2   | 2   | 4   | 4   | 2   | 5   | 109   |
| 5    | ROAL Motorsport                 | 3   | 2   | 4   | 5   | 5   | 4   | 4   | 3   | NP  | NP  | 5   | 5   | 4   | 4   | 4   | 5   | 2   | 3   | 4   | 4   | 91,5  |
| 6    | Zengő Motorsport                | 4   | 6   | 6   | 6   | 6   | 6   | 6   | 6   | 4   | 5   | 6   | 6   | SQ  | SQ  | 6   | 6   | 5   | 5   | 6   | 6   | 61    |
| Pos. | Scuderia                        | MAR | MAR | ITA | ITA | UNG | UNG | GER | GER | POR | POR | ARG | ARG | CIN | CIN | GIA | GIA | MAC | MAC | QAT | QAT | Punti |

| Colore  | Risultato             |
| ------- | --------------------- |
| Oro     | Vincitore             |
| Argento | 2º posto              |
| Bronzo  | 3º posto              |
| Verde   | Finito a punti        |
| Blu     | Finito senza punti    |
| Viola   | Ritirato (Rit)        |
| Viola   | Non classificato (NC) |
| Rosso   | Non qualificato (NQ)  |
| Nero    | Squalificato (SQ)     |
| Bianco  | Non partito (NP)      |
| Bianco  | Non ha gareggiato     |
| Bianco  | Infortunato (INF)     |
| Bianco  | Escluso (ES)          |
| Bianco  | Gara cancellata (C)   |